# Bruniushuset

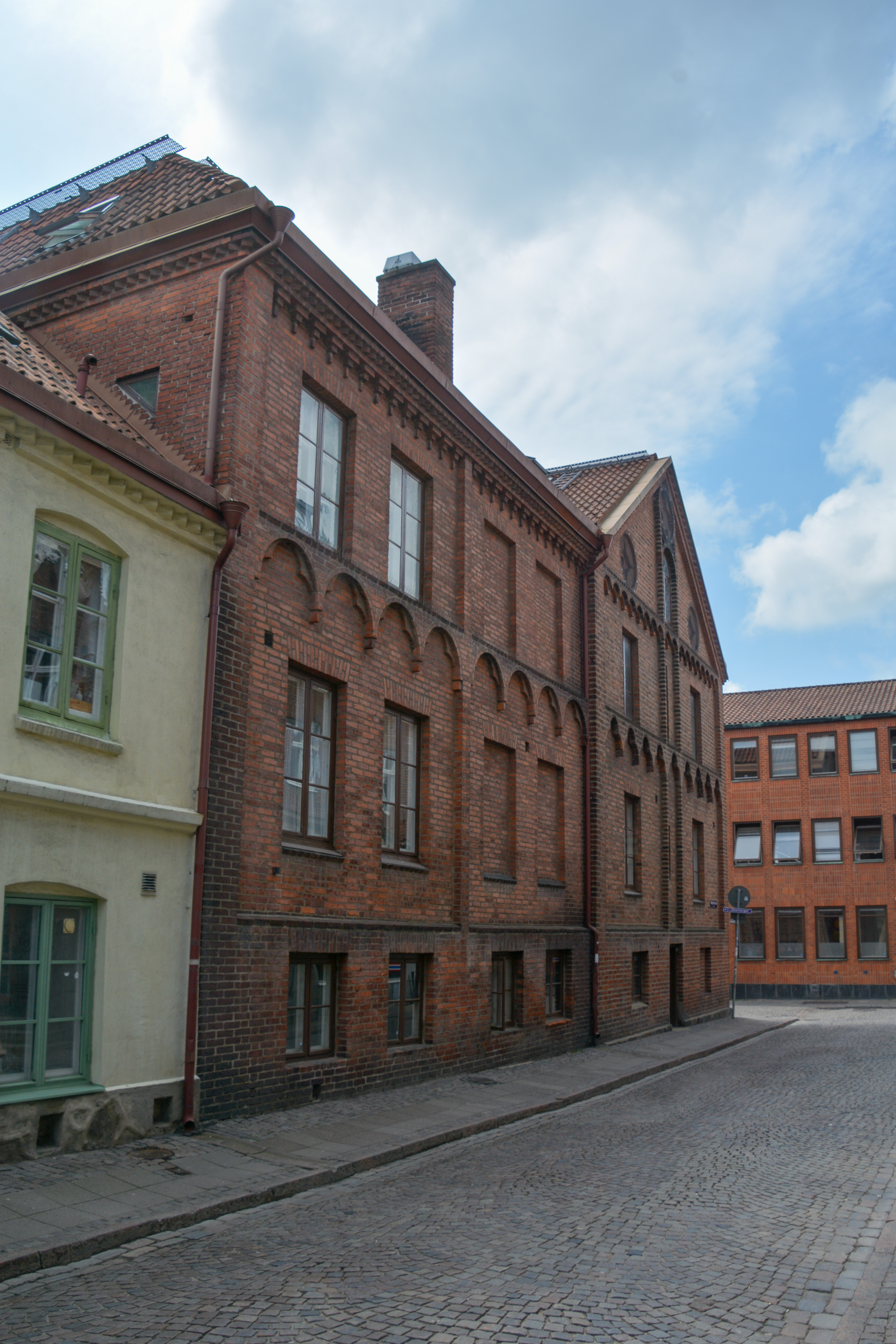
Fasaden mot Magle Lilla Kyrkogata.

Bruniushuset är en byggnad vid Kiliansgatan och Magle Lilla Kyrkogata i Lund. Det uppfördes av Carl Georg Brunius 1840 efter egna ritningar i rött handslaget tegel med oputsade fasader.
Ett gårdshus i råtegel byggdes 1842 och innehöll drängkammare, stall för två hästar och tre kor samt en vagnsbod. Därefter uppfördes också en magasinsbyggnad 1848 vid Magle Lilla Kyrkogata, vilken användes till spannmålsförvaring och som visthusbod och bostad. Gården var Brunius bostad fram till hans död 1869.
Bruniushuset övertogs därefter av apotekaren C.H. Åkerblom, som 1871 lät bygga samman gatuhuset och magasinet med en flygel i samma medeltidsromantiska stil. Den senare ägaren, 
professorn i nygrekiska och lingvistik Fredrik Wulff, lät 1889-1891 inreda vinden och ta upp fönsterkupor. Han försåg också lägenheten på övervåningen med en praktfull inredning med bland annat kassettak, parkettgolv, väggpanel och dekormålning av Svante Thulin. 
Byggnaden blev byggnadsminne 1994.